# Дик Дейл
Ричард Антъни Монсър, известен по цял свят като Дик Дейл Кралят на сърф китарата.

## Биография
Дик Дейл е роден на 4 май 1937 г. в Бостън, Масачузетс, САЩ. Потомък е на баща ливанец и майка полякиня. Когато научава за зародилата се в Щатите край океана сърф култура, той се мести от Масачузетс в Ориндж Каунти през 1954 г. Веднага след породеният интерес към новата музика, той започва да свири на барабани, по-късно се научава да свири на юколеле (вид лютня от семейството на струнните инструменти с четири струни от черво или найлон, използвана още през ранното средновековия в Англия, белязала етнокултурата в Хаваите. След древният инструмент, Дик се захваща с тромпета, а най-накрая се усъвършенства в свиренето на китара. В музикално отношение, той е повлиян от Близкия изток още като дете. Неговият чичо е бил изпълнител на известното и в България музикално звучене – кючек.
Често Дейл е приеман като един от първите музиканти, които не са се повлияли от унифицираното западно уестърн звучене, а напротив – налага свой собствен стил. Като любител на сърфирането из Океана, неговата идея е да отрази усещането от самото сърфиране в музиката си, а музиката му да звучи в ума на сърфиста докато „лети“ по вълните.
Но като цяло той е по-известен с въвеждането на „мокри“ звуци, възпроизвеждани чрез китара Reverb, която по този начин се е превърнала в емблематичен и основен инструмент при свиренето на сърф рок. Също така негова запазена марка е и похват от класическата музика Тремоло (от италиански – tremolo треперейки) е музикална техника при изпълнение на струнен инструмент, която се изразява в бързото повторение на един музикален тон.).
Тъй като той е левичар, той е принуден да свири на стандартни китари, но впоследствие, както по-късно ще направи и Джими Хендрикс, царят на сърф китарата Дик развива техника с която свири акордите „огледално“, без да обръща струните с главата надолу. Дори след като поръчва китара, подходяща за левичар, той продължава да използва техниката си, разработена в началото.
Дейл включва методики, който се състоят в плътни удари по самия гриф, върху съответните струни, доста трудно изпълними от голяма част от китаристите свирещи дори на стандартна електрическа китара. Идеите му за ново и различно звучене довеждат до нужда от нововъведения в механиката, когато свирейки буквално взривява усилвателите. Дик се обръща за помощ към Лео Фендър и „дясната му ръка“ Фреди Таварес. Те проектират за него нов вариант на 85 ватов усилвател, който може да достига до 100вата, както и говорител, който се нарича JBL Г-130, който в наши дни е известен като 15" JBL-D130 speaker.
Благодарение на талантливия Цар на сърф китарата и технологическите подобрения, Дик Дейл е наречен дори „Бащата на Хевиметъла“ от списанието Guitar Player Magazine. Първият албум Surfer's Choice на Дик Дейл е с бандата му the Del-Tones и е издаден през 1962 г. Продаден в над 88000 албуми на местно ниво. Пропорционално, това се равнява на повече от четири милиона продажби днес. От тогава Дик Дейл е издал над дузина албуми, а през 1997 г. публикува компилация озаглавена Better Shred Than Dead.
Но развитието на личността му не спира дотук, той постига високи резултати като проектант, художник, сърфист, конен ездач, виден природозащитник, експерт в областта на бойните изкуства, става и пилотен инструктор на самолет Cessna 337B Super Skymaster.
В България името му става известно едва през 90-те години с разпространението на МТВ посредством кабелните телевизии, а най-вече благодарение на филма от Куентин Тарантино „Криминале“ („Pulp Fiction“) и по конкретно с парчето 'Miserlou'.
Заключителните думи в официалния му сайт:
- „Някои китаристи свирят страхотно, но Дик Дейл е велик китарист.“
- „Някои хора са талантливи китаристи, но Дик Дейл е китарист талант.“
- „Някои хора свирят за да звучат чудесно, но Дик Дейл звучи чудесно като свири.“[3]

## Дискография
Албуми
- Surfers' Choice (Deltone 1962)
- King of the Surf Guitar (Capitol 1963)
- Checkered Flag (Capitol 1963)
- Mr. Eliminator (Capitol 1964)
- Summer Surf (Capitol 1964)
- Rock out with Dick Dale and his Del-Tones: Live at Ciro's (Capitol 1965)
- The Tigers Loose (Balboa 1983)
- Tribal Thunder (HighTone 1993)
- Unknown Territory (1994)
- Calling Up Spirits (Beggars Banquet 1996)
- Spacial Disorientation

Сингли
- Let's Go Trippin'/Del-Tone Rock (Deltone 1961)
- Jungle Fever/Shake-N-Stomp (Deltone 1961)
- Miserlou/Eight 'Til Midnight (Deltone 1962)
- Secret Surfin Spot/Surfin' and Swingin' (Capitol 1963)
- Let's Go Trippin' '65/Watusi Jo (Capitol 1965)
- „Pipeline“ With Stevie Ray Vaughan, Nominated for a Grammy

Антологии/Компилации/Саундтрак
- Hot Rod Music on Capitol (Capitol 1963)
- The Big Surfin' Sounds on Capitol (Capitol 1964)
- King of the Surf Guitar: The Best of Dick Dale & The Del-Tones (Rhino 1986)
- Pulp Fiction Soundtrack (MCA 1994)
- Cowabunga Surf Box Set (Rhino 1996)
- Better Shred Than Dead: The Dick Dale Anthology (Rhino 1997)
- MOM II Music for our Mother Ocean: (Surf Dog Records 1997